# 齐干
莫里茨·齐干-冯-沃尔伯恩男爵（德語：Moritz Freiherr Czikann von Wahlborn；1847年4月23日—1909年4月19日），是奥匈帝国的外交官，曾任职驻君士坦丁堡、柏林、阿姆斯特丹、莫斯科领事馆，1896年担任驻中国的公使。1900年中国爆发义和团运动，他和其他外国公使被围困在北京。1901年，作为奥匈帝国代表与大清国钦命全权大臣李鸿章、奕劻进行谈判，之后签署了《辛丑条约》。